# Blanche Rousseau
Pour les articles homonymes, voir Rousseau.
 Blanche Rousseau, née à Ixelles le 22 janvier 1875 et morte à Uccle le 8 avril 1949, est une femme de lettres belge francophone, auteure notamment de contes pour enfants et de récits pour la jeunesse. Elle est également enseignante en littérature aux Cours d'Éducation pour jeunes filles à Bruxelles et l'une des fondatrices de l'Institut de culture française. Avec ses amies poètes Marie Closset et Marie Gaspar, elle est à l'origine des Peacocks, un cercle littéraire et libertaire.

## Biographie

### Enfance et formation
Née à Ixelles le 22 janvier 1875, Blanche Rousseau est la fille de Jean-Baptiste Rousseau (1829-1891), écrivain, critique et historien de l'art, et de Henriette Caroline Coccapani, une française d'origine italienne, née à Paris. Elle a deux sœurs ainsi que deux frères, dont Henry (1864-1940), conservateur des musées royaux du cinquantenaire.
Issue de la bourgeoisie libérale, Blanche Rousseau grandit dans les milieux artistiques et intellectuelles de la capitale belge. Elle fréquente régulièrement le salon littéraire tenu par son oncle, Ernest Rousseau (1831-1908), professeur de physique à l’Université Libre de Bruxelles, et son épouse la botaniste Mariette Hannon (1850-1926). Elle y rencontre notamment le géographe anarchiste Élisée Reclus et se passionne pour ses expériences pédagogiques qu'elle mettra en pratique en tant qu'enseignante.

### Enseignante libertaire
Jusqu'en 1894, Blanche Rousseau est formée aux Cours d'Éducation pour jeunes filles de la pédagogue et féministe Isabelle Gatti de Gamond. En 1907, elle y retourne en tant que professeure de littérature française à la section normale moyenne (auprès des futures régentes), tout comme son amie Marie Closset, formée à la même école.
Blanche Rousseau et Marie Closset font partie de la première génération d'intellectuelles imprégnées des idéaux de liberté individuelle. Très vite, les deux enseignantes sont en conflit avec la nouvelle direction de leur école qui n'adhère pas à leurs méthodes d'apprentissage mélangeant acquisition d’un savoir et initiation littéraire. En 1912, elles démissionnent. L'année suivante, avec une troisième condisciple et amie de l'école normale, Marie Gaspar, elles fondent l'Institut de culture française. Cette école est ouverte aux enfants de huit à douze ans et aux jeunes filles de treize à vingt ans, ainsi qu'en soirée aux dames.

### Carrière littéraire
Marie Closset, Marie Gaspar et Blanche Rousseau fondent également un cercle artistique et littéraire non conformiste voire un peu anarchiste, les Peacocks, proche d'artistes et écrivains tels que le peintre Théo van Rysselberghe et son épouse Maria ou les écrivains Arnold Goffin et Francis de Miomandre. Pour les Peacoks, « tout était permis, sauf de se conduire comme tout le monde ». Alain-Fournier se fait l'écho du petit groupe belge dans une chronique de Paris-Journal du 24 novembre 1901 et se déclare « membre correspondant du Club Peacocks » dans une dédicace d'un exemplaire du Grand Meaulnes appartenant à Francis de Miomandre.
Blanche Rousseau est surtout connue pour ses contes pour enfants et ses récits et nouvelles pour la jeunesse.
En 1895, elle publie ses premiers récits dans la revue littéraire belge d'Henri Vandeputte : l’Art Jeune. Elle y rencontre son futur mari, l'écrivain et critique musicale Maurice Belval (1862-1917), connu en littérature sous le pseudonyme d’Henri Maubel. Par la suite, Blanche Rousseau collabore à d'autres revues ou journaux tels que Le Coq Rouge, L’Art Moderne, le Mercure de France, Le Monde moderne, La Belgique artistique et littéraire, Antée, le Prisme, La Dernière Heure, Durendal, Le Réveil et Le Samedi, y compris pour des critiques littéraires et des études d'auteurs dont Francis Jammes et la comtesse de Noailles.
En 1897, elle publie son premier recueil de contes intitulé Nany à la fenêtre, suivront notamment Tilette (1899), Le rabaga (1912) et Marceline (1944). Elle sera également l'auteure de pièces de théâtre telles que La Maison des souvenirs, Fantômes, Clair de lune, Le Trésor dans la montagne ou La nuit de mai, ainsi que l'auteure d'un essai sur James Ensor (1860-1949), peintre ostendais qui a marqué sa jeunesse.
Son œuvre posthume à caractère autobiographique, Mon beau printemps (1950), raconte la dernière année d’étude de Charlotte (Blanche Rousseau) à travers les yeux de Cécile (Marie Closset), et leur relation à la fois intellectuelle, littéraire et passionnelle.
À la mort de son mari en 1917, Blanche Rousseau se rapproche davantage de ses deux amies, Marie Closset et Marie Gaspar. En 1924, elles partagent un même travail et un même domicile à l'Institut de culture française d'Uccle, où elles vivront ensemble jusqu'à leurs décès. Blanche Rousseau meurt la première, le 8 avril 1949, Marie Closset, à son chevet, lui murmurant quelques vers de Francis Jammes.

## Œuvres

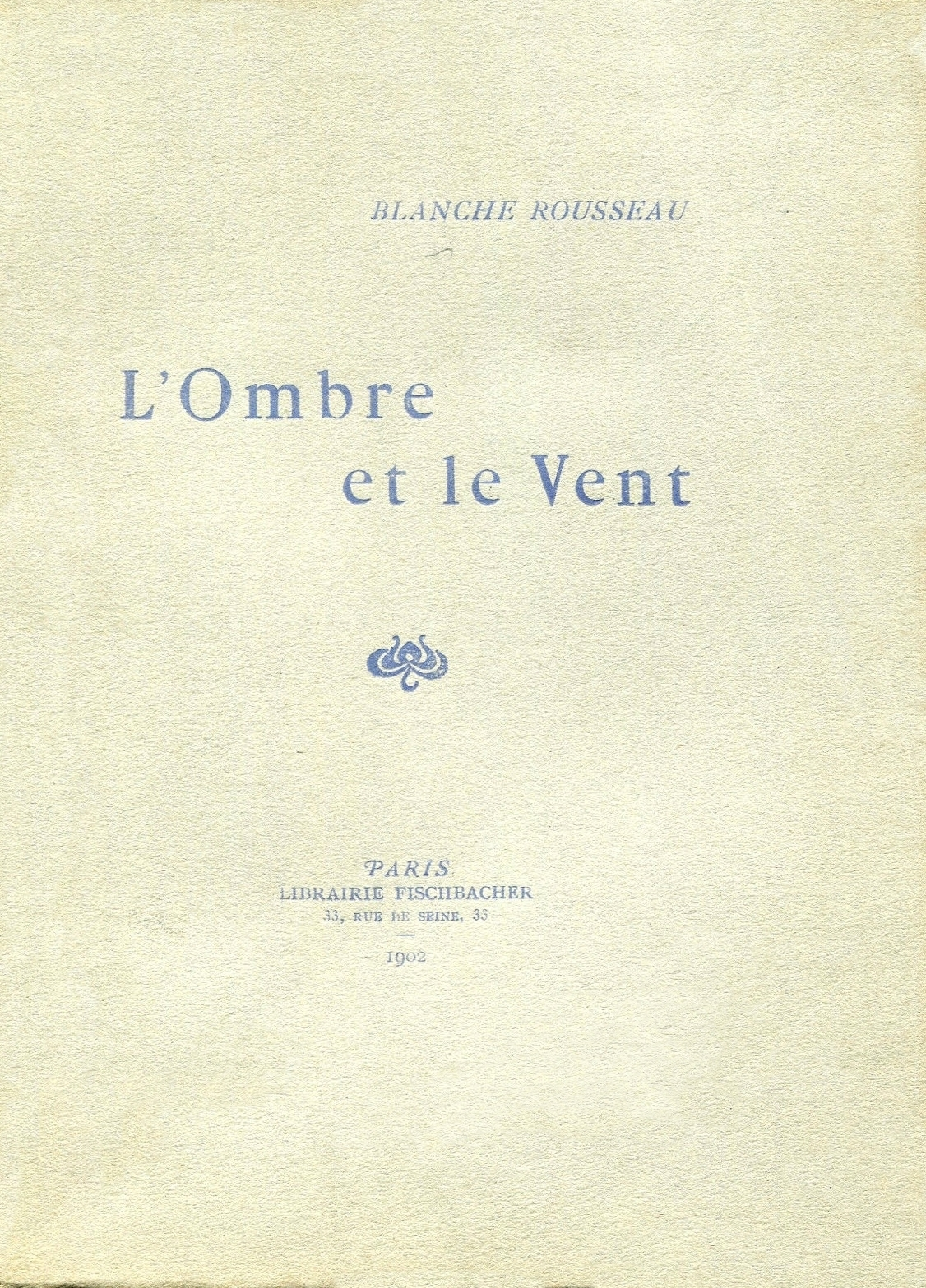
L'Ombre et le Vent (1902).

- Nany à la fenêtre, Dessin de Henry Meunier, Bruxelles : Dumont, 194p., 1897. [lire en ligne]
- Tilette, Paris/Bruxelles : Édition Lyon-Claesen/Librairie spéciale des Beaux arts, 31p., 1899.
- James Ensor : peintre et graveur (écrit avec Edgar Baes et al.), Paris : Éditions La Plume, 96p., 1899. [lire en ligne]
- L'ombre et le vent, Paris : Fischbacher, 157p., 1902.
- La Littéraire    (Wikisource), Antée, revue mensuelle de littérature, première année, n° 3, Bruxelles : Oscar Lamberty, 1er aout 1905.
- Le rabaga : suivi de sept contes, Paris : Éditions du masque, 139p., 1912.
- Lisette et sa pantoufle, Illustré par Madeleine Franchomme, Bruxelles : Éditions G. van Oest & Cie., 99p., 1913. Re. Edit. La Renaissance du Livre, Coll. Les Etoiles. 1949 (DL 1950)
- La nuit de mai : féerie enfantine en cinq tableaux (écrit avec Arthur Cantillon), Mons : La Province, 46p., 1923. [lire en ligne]
- Quatre contes, Bruxelles : Roitelet, 99p., 1938.
- Marceline : nouvelles, Bruxelles : La renaissance du livre, 243p., 1944. [lire en ligne]
- Mon beau printemps : suivi de l'Éventail, Paris/Bruxelles : Éditions universitaires (avec une préface de Jean Dominique), collection Rivages, 160p., 1950.

## Représentations artistiques de Blanche Rousseau

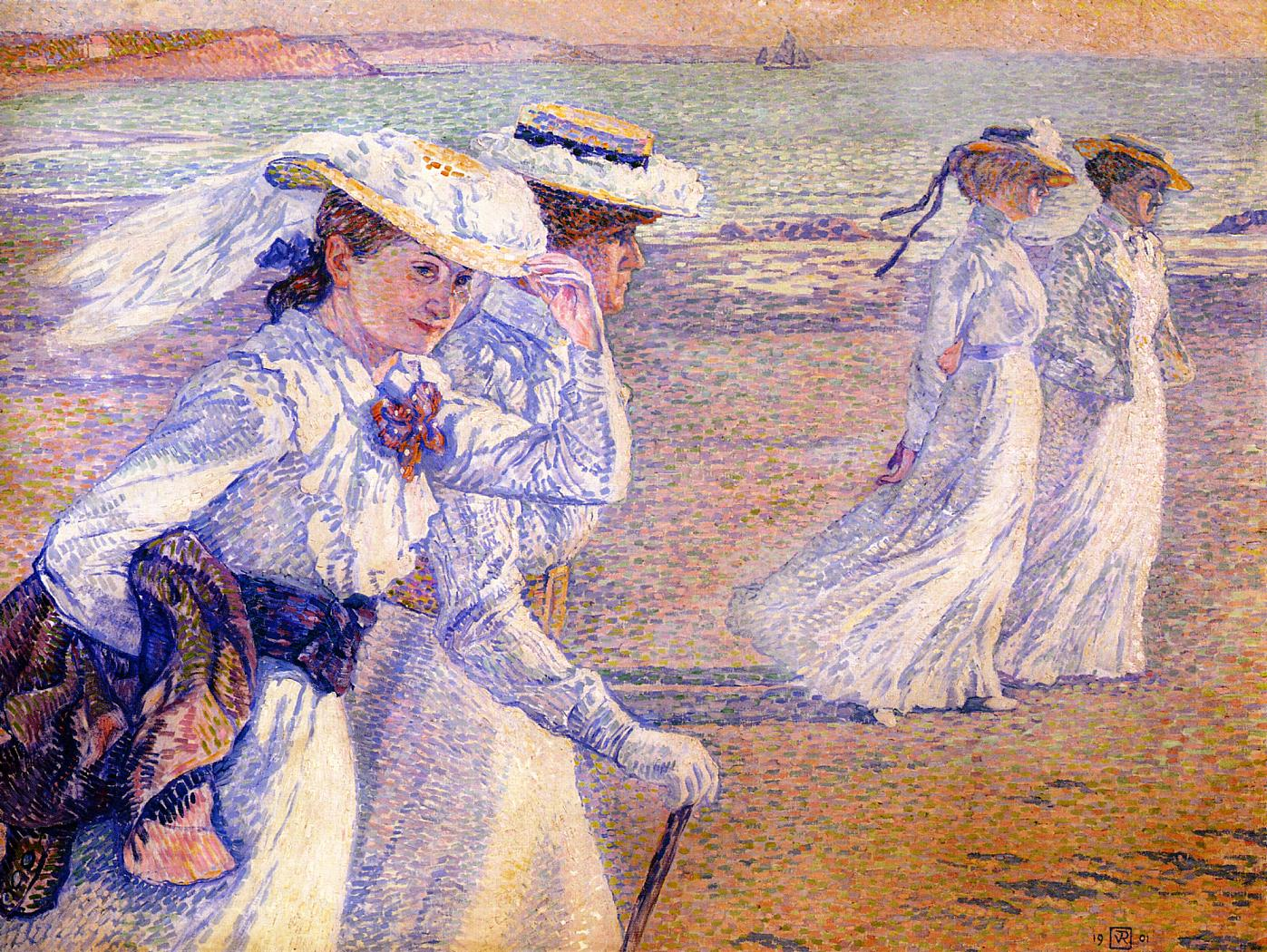
La Promenade ou La Peacock March, Théo van Rysselberghe (1901).

La Maison Camille Lemonnier – Maison des Ecrivains belges, à Ixelles, conserve deux représentations de Blanche Rousseau : 
- Un dessin réalisé par le peintre Rodolphe Strebelle en 1925[6].
- Un buste sculpté par l'artiste Marie-Anne Weber-Delacre (1884-1953)[N 6],[7].
- Selon Ronald Feltkamp[8] ou Catherine de Duve [9], Blanche Rousseau serait également représentée sur le tableau de Théo van Rysselberghe intitulé La Promenade ou La Peacock March. Elle est identifiée comme la deuxième femme en partant de la gauche. Marie Closset serait à sa droite, au tout premier plan de cette huile sur toile conservée aux Musées royaux des beaux-arts de Belgique. Les deux autres femmes, sur la droite de la peinture, seraient Maria van Rysselberghe et Marie Gaspar.